# جيمي باركلي
جيمي باركلي (بالإنجليزية: Jamie Barclay)‏ هو لاعب كرة قدم بريطاني في مركز حراسة المرمى، ولد في 26 سبتمبر 1989 في غلاسكو في المملكة المتحدة. لعب مع نادي فالكيرك.

## وصلات خارجية
- جيمي باركلي على موقع قاعدة بيانات كرة القدم.إي يو (الإنجليزية)
- جيمي باركلي على موقع Soccerbase.com (لاعب) (الإنجليزية)
- جيمي باركلي على موقع عالم كرة القدم.نت (الإنجليزية)